# RSA-3-3
RSA-3-3 – trzeci stopień izraelskich rakiet nośnych Jerycho-2 i Shavit.